# Siggi Gerhard
Siggi Gerhard (* 14. Januar 1930 in Dortmund als Siegmund Gerhard Rosovsky; † 4. September 2020 in Wiesbaden) war ein deutscher Jazzmusiker (Klarinette, Tenorsaxophon, Violine), der vor allem als Leiter des nach ihm benannten Swingtetts bekannt ist.

## Werdegang
Gerhard, der klassischen Geigenunterricht hatte, hörte während des Zweiten Weltkrieges im Rundfunk den Titel Moonglow in der Version von Benny Goodman und stellte fest, dass er künftig diese Musik spielen wollte. Bald nach Kriegsende erhielt er Klarinettenunterricht bei dem Dortmunder Kammermusiker Richard Frick. Ab 1947 studierte er Musik an der Musikhochschule Köln, wo er 1952 seinen Abschluss als Orchestermusiker machte.
Danach gehörte er mit Glen Buschmann zu den HCD New Cats; 1953 erhielt er während der Tage junger Musik in Darmstadt mehrere Auszeichnungen. Im selben Jahr gründete er mit Hilbert Homberg das Siggi Gerhard-Swingtett, das bis 2013 bestand, auf zahlreichen Tonträgern zu hören ist. Bereits zwischen 1954 und 1956 war Gerhard international auf Tournee. Als Sideman spielte er mit Wild Bill Davison und den Feetwarmers (Album Wild Bill, 1958). Auch nahm er mit Marie-Luise Marjan auf (Was mir am Herzen liegt, 1995). 
Gerhard, der am 4. September 2020 verstarb, wurde an seinem letzten Wohnort in Taunusstein beigesetzt.

## Lexikalische Einträge
- Jürgen Wölfer: Jazz in Deutschland. Das Lexikon. Alle Musiker und Plattenfirmen von 1920 bis heute. Hannibal, Höfen 2008, ISBN 978-3-85445-274-4.